# Aruns Tarquinius
Aruns Tarquinius var son till den siste kungen i Rom, Lucius Tarquinius Superbus. 
Han dog 495 f.Kr., samma år som fadern, i strid mot faderns motståndare, Roms förste konsul, Lucius Junius Brutus.
Fadern hade förlorat kungamakten till följd av Aruns yngre brors, Sextus, våldtäkt av den kyska Lucretia. Ett adelsuppror under ledning av Lucius Junius Brutus utbröt i Rom till vilket den under Tarquinius befäl i fält stående hären anslöt sig 509 f. Kr.. Tarquinius måste tillsammans med sin hustru och Aruns gå i landsflykt till Cære i Etrurien
Fadern anföll sedan Rom med en här där Aruns ledde förtroppen. På romarnas sida leddes deras rytteri, som också tjänade som förtropp, av Brutus. De båda genomborrade varandra med sina lansar och båda sjönk döende ned ur sina sadlar.

## Fotnoter
1. ↑  Titus Livius Ab Urbe Condita Bok 2 KAP 6